# Nieskończenie małe
Nieskończenie małe (infinitezymalne) – pojęcie analizy matematycznej o co najmniej dwóch znaczeniach:
- historycznie: funkcje dążące do zera w danym punkcie[1];
- w analizie niestandardowej: podzbiór ciała uporządkowanego {\displaystyle {\mathfrak {F}}:=(\mathbb {F} ,+,\cdot ,0,1,<)} zdefiniowany jako zbiór tych elementów ciała, które są na moduł mniejsze od dowolnej liczby postaci {\displaystyle 1/n} (gdzie {\displaystyle n} rozumie się jako {\displaystyle n}-krotną sumę jedności {\displaystyle 1} ciała {\displaystyle \mathbb {F} }), czyli zbiór:

{\displaystyle \Omega :=\{x\in \mathbb {F} \colon \forall _{n\in \mathbb {N} }\ |x|<1/n\}.}
Ta druga definicja jest poprawna, ponieważ:
- w każdym ciele uporządkowanym porządek jest liniowy,
- istnieją liczby „naturalne” (jako skończone sumy multiplikatywnego elementu neutralnego),
- da się zdefiniować funkcję moduł jako:

{\displaystyle |x|:={\begin{cases}x&{\mbox{dla }}x\geqslant 0,\\-x&{\mbox{dla }}x<0,\end{cases}}}
gdzie {\displaystyle -x} oznacza element przeciwny do {\displaystyle x} względem działania addytywnego.

## Ciało liczb rzeczywistych
W ciele liczb rzeczywistych {\displaystyle {\mathfrak {R}}:=(\mathbb {R} ,+,\cdot ,0,1,<)} jedyną liczbą nieskończenie małą jest liczba {\displaystyle 0,} czyli {\displaystyle \Omega =\{0\}.}

## Ciało liczb hiperrzeczywistych
W ciele liczb hiperrzeczywistych {\displaystyle {\mathfrak {R}}^{*}:=(\mathbb {R} ^{*},\oplus ,\odot ,0^{*},1^{*},\prec )} zbiór liczb nieskończenie małych to
{\displaystyle \Omega =\{x\in \mathbb {R} ^{*}\colon \forall _{r\in \mathbb {R} _{+}}\ |x|\prec r^{*}\}} i liczb tych jest nieskończenie wiele.
Do zbioru {\displaystyle \Omega } należy np. liczba {\displaystyle [(1/n)_{n=1}^{\infty }]}.
Struktura {\displaystyle (\Omega ,\oplus ,0^{*})} jest grupą, a {\displaystyle (\Omega ,\oplus ,\odot ,0^{*})} jest pierścieniem oraz grupa liczb nieskończenie małych jest ideałem w pierścieniu liczb ograniczonych.
W zbiorze {\displaystyle \Omega } nie ma liczby ani największej, ani najmniejszej.
Liczby odwrotne względem działania {\displaystyle \odot } do niezerowej liczby nieskończenie małej są liczbami nieskończenie dużymi.